# Reação de Chichibabin
A reação de Chichibabin (pronuncia-se tchi-tchi-bá-bin) é um metodo de produção de derivados de 2-aminopiridina pela reação da piridina com amida de sódio. Foi relatada por Aleksei Chichibabin em 1914. O seguinte é a fórmula geral da reação:

A aminação direta da piridina com amida de sódio ocorre em amônia líquida. Segundo o mecanismo de adição-eliminação, um nucleófilo NH2- é adicionado enquanto um hidreto (H-) é eliminado.
Antes de Chichibabin, somente a substituição eletrofílica no anel piridínico era possível, o que é difícil devido ao fato de a piridina ser um composto aromático pobre em elétrons e formar íons positivos piridínio, reduzindo posteriormente a possibilidade de um ataque eletrófilo. As posições atacadas pelo eletrófilo na piridina são a 3 e a 5.
A reação de Chichibabin é uma substituição nucleofílica no anel da piridina; as posições 2 e 6 são favorecidas em relação às outras.